# Snowornis
Snowornis (лат.) — род воробьиных птиц из семейства котинговых (Cotingidae). Содержит два вида, распространённых в тропических дождевых горных лесах Колумбии, Эквадора и Перу. Длина тела 23,5—25 см, масса 81,8—86,3 г.
- Snowornis cryptolophus (Sclater et Salvin, 1877) — желтобрюхая сорокопутовая пиха
- Snowornis subalaris (Sclater, 1861) — серохвостая сорокопутовая пиха